# کاپیتان آمریکا: ابرسرباز
کاپیتان آمریکا: ابرسرباز (انگلیسی: Captain America: Super Soldier) یک بازی ویدئویی در سبک بازی اکشن است که توسط سگا و در سال ۲۰۱۰ و در پلت‌فرم‌های نینتندو دی‌اس، وی، اکس‌باکس ۳۶۰، پلی‌استیشن ۳، و نینتندو ۳دی‌اس منتشر شده‌است.